# بوريس سافوفيتش
بوريس سافوفيتش (بالصربية: Борис Савовић)‏ مواليد 18 يونيو 1987 في جمهورية البوسنة والهرسك الاشتراكية، هو لاعب كرة سلة مونتينيغري. بدأ مسيرته الاحترافية في سنة 2004.

## المسيرة الاحترافية
لعب مع بودوشنوست في موسم 2009–2010، ثم لعب مع غلطة سراي لكرة السلة في الدوري التركي في سنة 2012، ثم لعب مع ريد ستار في موسم 2012–2013، ثم لعب مع بايرن ميونخ لكرة السلة في الدوري الألماني في موسم 2013–2014، ثم لعب مع راتيوفارم أولم في موسم 2014–2015، ثم لعب مع تورك تيليكوم في الدوري التركي في سنة 2015، ثم لعب مع ميغا في موسم 2015–2016.

## روابط خارجية
- بوريس سافوفيتش على موقع الاتحاد الدولي لكرة السلة (الإنجليزية)
- بوريس سافوفيتش على موقع الدوري الأوروبي لكرة السلة (الإنجليزية)
- بوريس سافوفيتش على موقع كرة السلة الأوروبية.كوم (الإنجليزية)
- بوريس سافوفيتش على موقع ريلجم (الإنجليزية)
- بوريس سافوفيتش على موقع بروبوليرز (الإنجليزية)
- بوريس سافوفيتش على موقع سبورتس رفرنس (الإنجليزية)